# Anisodes parciscripta
Anisodes parciscripta là một loài bướm đêm trong họ Geometridae.